# Cnidoscolus elasticus
Cnidoscolus elasticus är en törelväxtart som beskrevs av Cyrus Longworth Lundell. Cnidoscolus elasticus ingår i släktet Cnidoscolus och familjen törelväxter. Inga underarter finns listade i Catalogue of Life.